# Retyezát-hegység
A Retyezát-hegység vagy Zerge-havasok (románul Munții Retezat) a Déli-Kárpátok Retyezát–Godján-csoportjának része. Két fontos medence, a Hátszegi és a Petrozsényi veszi közre északon és keleten. Délen a Nyugati-Zsil határolja, nyugaton a Szárkő-hegység, délnyugaton a Godján-hegység, délen a Vulkán-hegység.

## Domborzat
A hegység legfontosabb része a kristályos kőzetekből álló Nagy-Retyezát. A déli, mészkőből álló rész a Kis-Retyezát. Ezek a Bukura-tónál kapcsolódnak össze. A legmagasabb csúcs a Pelága (2509 m), Románia hatodik legmagasabb csúcsa. Egyéb fontos csúcsok: Zlata (2142 m), Șesele (2278 m), Zsudele (2334 m), Bukura (2433 m), Păpușa (2508 m), Nagy-csúcs (Vârful Mare) (2463 m). 60 csúcs magassága haladja meg a 2200 métert. A térség legjellemzőbb csúcsa és a névadó a Retyezát-csúcs (2482 m).
A Retyezát-hegységben helyezkedik el a legtöbb tengerszem, összesen 82. Románia legnagyobb tengerszeme, a Bukura-tó is itt található, területe 8,5 ha. A legmélyebb tengerszem a Zenóga-tó, mélysége 29 m.
A Kis-Retyezátban számos barlang és mély zsomboly található. E földalatti képződmények többsége azonban szigorúan védett és csak engedéllyel járható.
A hegység területén 1935-ben kialakított Retyezát Nemzeti Park 38 047 hektár területű. Közepén helyezkedik el a 3700 hektáros Iker (Gemenele) Tudományos Rezervátum.

## Képek
|  |  |  |

## Állatvilága

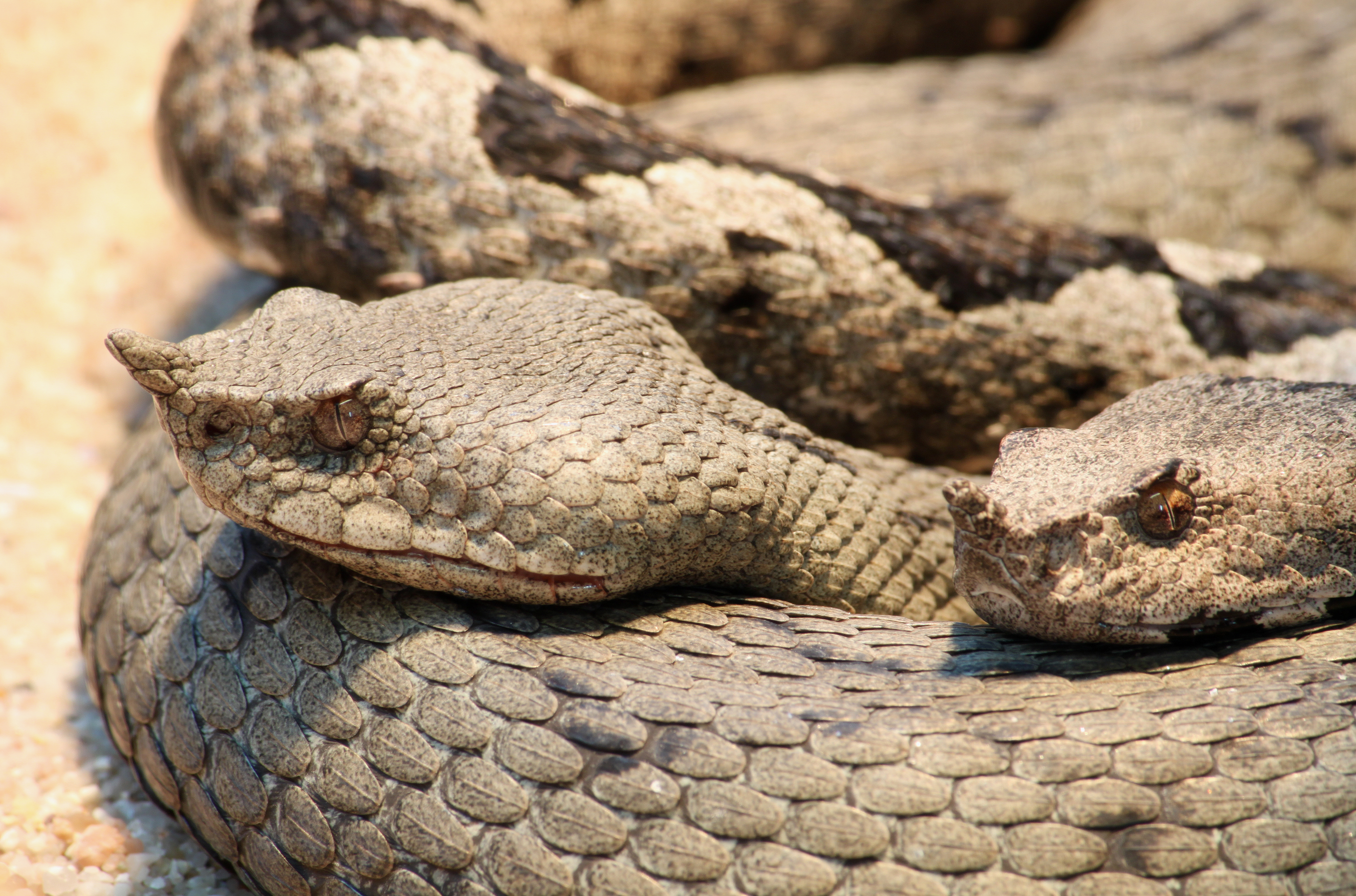
Homoki vipera
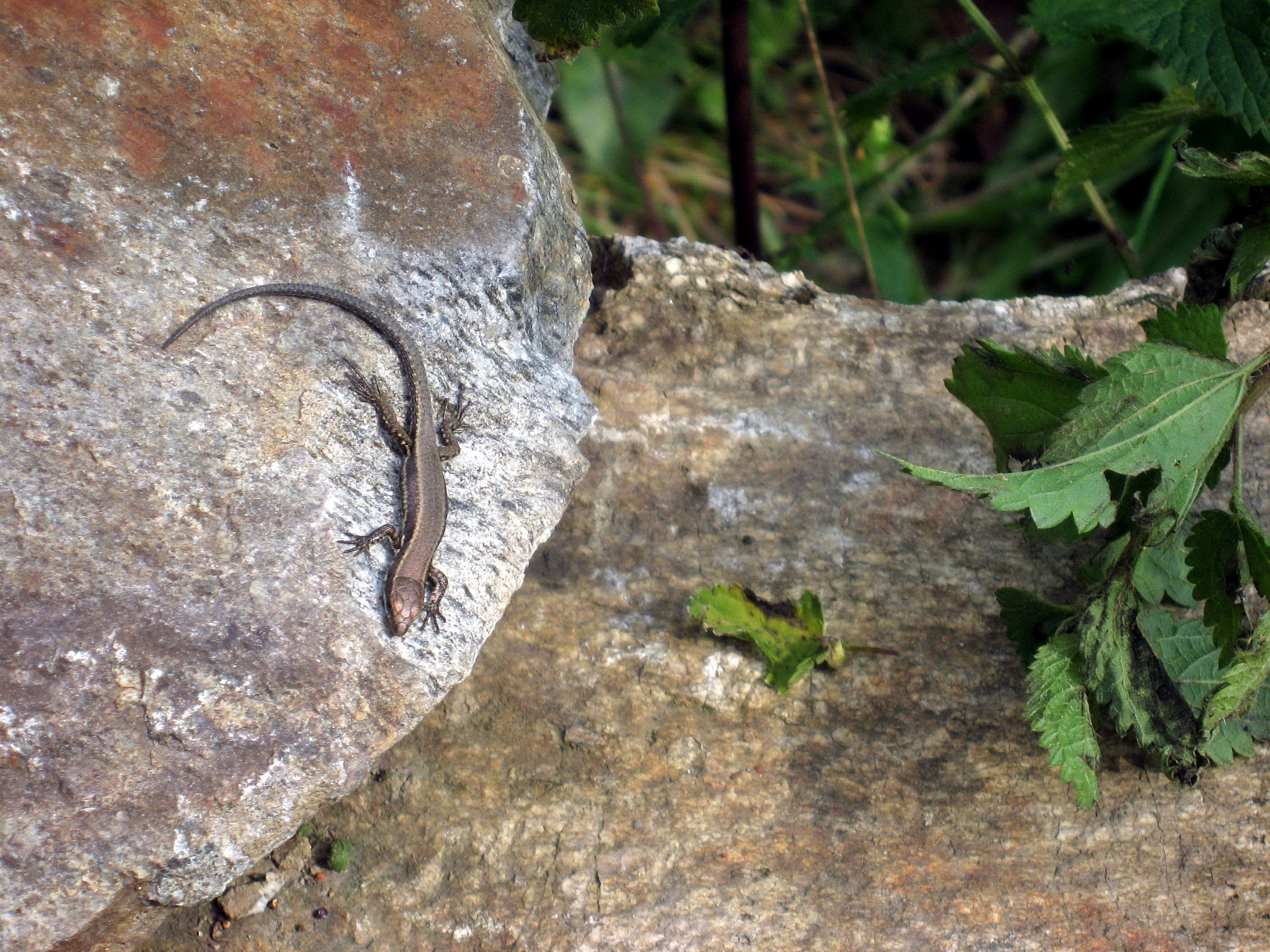
Fali gyík

## Külső hivatkozások
- A Retyezát magyar nyelvű honlapja
- Online böngészhető Retyezát turistatérkép
- GPS alapú interaktív Retyezát turistatérkép
- Részletes turistaút információk és leírások
- A Retyezát hegység interaktív térképe
- A Retyezát jelzett ösvényei, interaktív
- Régi turistatérképek a Retyezátról Archiválva 2012. július 10-i dátummal a Wayback Machine-ben
- Retyezát.lap.hu - linkgyűjtemény